# Anton Böhmer
Anton Böhmer (* 1562; † 27. November 1614) war Bürgermeister von Bautzen im Jahr 1614 und starb während seiner Amtszeit, sieben Wochen nach Amtsantritt.
Böhmer war verheiratet mit Anna (geb. Schnitter; * 1575; † 26. Mai 1643), der Tochter des Görlitzer Bürgermeisters Tobias Schnitter.
Nach dem Bautzener Chronisten August Böhland (1831) sorgte Böhmer als Bürgermeister für die Einteilung der Stadtviertel in Bautzen, so beispielsweise das Ortenburger Viertel, Launviertel oder das Wendische Viertel. Nach Rudolf Lehmann aber geschah dies möglicherweise schon vor Böhmer.
Im Sitzungssaal des Rathauses Bautzen war, Stand 1909, noch ein Böhmer abbildendes Holzbildnis mit den Maßen 32 cm × 45 cm vorhanden, das mit folgenden Worten beschrieben wurde:
Halbe Figur eines Mannes mit breitem Hemdkragen, der mit Spitzen besetzt ist, schwarz in schwarz gesticktem schweren Mantel und Wams, Gürtel mit silberner Schnalle, in der Rechten wildlederne Handschuhe, die Linke leicht erhoben. Mit kurz geschnittenen schwarzem Haar, schwarzem Vollbart, leidenden Gesichtsausdruck.